# Jenny Rathbone
Jenny Ann Rathbone (Liverpool, 12 febbraio 1950) è una politica gallese, membro del Partito Laburista e Co-Operativo. Dal 6 maggio 2011 è deputata al Parlamento gallese.

## Carriera politica
È stata candidata laburista per Cardiff Central alle elezioni generali del 2010, arrivando seconda alla democratico liberale Jenny Willott. In precedenza è stata consigliere comunale di Islington dal 1998 al 2002.
Ha rappresentato il collegio elettorale di Cardiff Central dalle elezioni del Parlamento gallese del maggio 2011. Ha ottenuto il seggio dei Liberal-Democratici con 38 voti.
Ha votato per Jeremy Corbyn nelle elezioni per la leadership del Partito Laburista nel 2015. Nell'ottobre 2015 ha criticato il governo laburista gallese per aver speso milioni sulla M4 Relief Road. Il primo ministro Carwyn Jones ha quindi rimosso Rathbone dalla presidenza del suo Comitato di monitoraggio del programma europeo intergallese. Nel far ciò Jones ha dichiarato: "Il presidente del comitato di monitoraggio del programma è una nomina fatta dal Primo ministro, perché quella persona, come è stato chiarito in una lettera di nomina, è un rappresentante del governo (laburista) gallese". Ha detto che è stato chiarito che "la persona è tenuta ad avere particolare riguardo ad agire nello spirito di responsabilità collettiva, nei principi fondamentali del codice ministeriale".
Il 5 maggio 2016 Rathbone è stata eletta per un secondo mandato come deputata per Cardiff Central, con 817 voti.

## Controversie
Nel novembre 2018 è stato riferito che Rathbone stava affrontando un'azione disciplinare da parte del Partito Laburista per i suoi commenti un anno prima in cui suggeriva che il bisogno della sicurezza della comunità ebraica nelle sinagoghe derivasse da una "mentalità d'assedio".

## Vita privata
Jenny Rathbone è nata a Liverpool. Parla fluentemente francese e spagnolo. Ha due figli e vive a Roath, Cardiff.